# معركة زاويتة (1961)
معركة زاويتة هي إحدى معارك الحرب الكردية العراقية الأولى، والتي نشبت بين الحركة الكردية التي يمثلها الحزب الديمقراطي الكردستاني برئاسة الملا مصطفى بارزاني، وبين القوات المسلحة العراقية في بلدة زاويتة التي تقع في محافظة دهوك شمال العراق. بدأت المعركة في 12 كانون الأول/ديسمبر 1961م، وانتهت بانتصار الحركة الكردية.

## خلفية
في 10 كانون الأول 1961، سيطرت قوات الحركة الكردية على مركز ناحية سرسنك القريبة من بلدة زاويتة. وفي اليوم التالي، تقدمت قوات الحركة نحو مرتفعات جبال زاويتة للسيطرة عليها. بالتزامن مع ذلك، تحرك فوج من الشرطة العراقية السيارة في 12 كانون الأول لفتح الطريق بين مدينتي دهوك والعمادية.
وقعت قوة الشرطة العراقية تحت أسر قوات الحركة الكردية، مما دفع الجيش العراقي إلى إرسال فوج مشاة متمركز في دهوك لمحاولة إنقاذ الشرطة. إلا أن المحاولة باءت بالفشل، حيث تعرضت القوات العراقية لهزيمة فادحة ولم تتمكن من تحرير الشرطة.